# Hôtel d'Angoulême Lamoignon

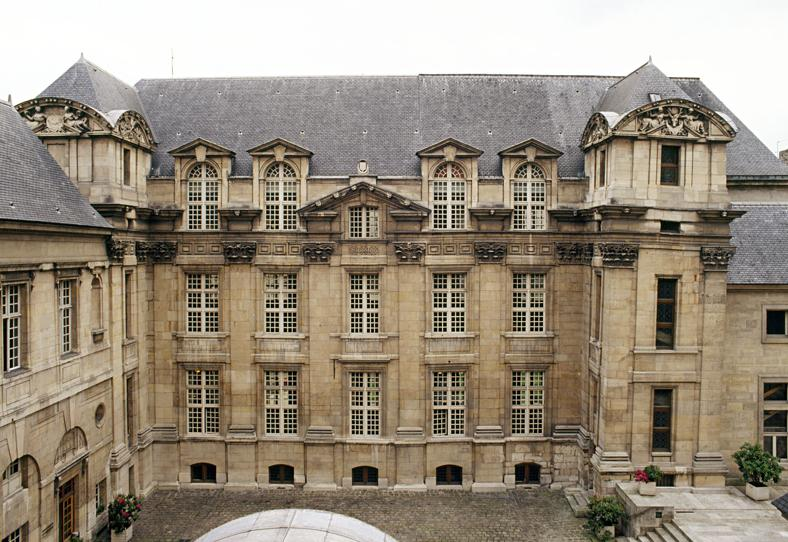
Pohled na nádvoří

Hôtel d'Angoulême Lamoignon je renesanční palác v Paříži. Nachází se na rohu ulic Rue Pavée a Rue des Francs-Bourgeois ve 4. obvodu. Palác je v majetku města Paříže a sídlí zde jeho historická knihovna.

## Historie
Výstavba paláce začala v roce 1584 pro Dianu Francouzskou, vévodkyni Angoulême a dceru krále Jindřicha II., která zde bydlela až do své smrti v roce 1619. Palác odkázala svému synovci Karlovi d'Angoulême (1573–1650), nemanželskému synovi krále Karla IX. a Marie Touchetové. Ten palác obýval do své smrti roku 1650.
Jeho další majitel Guillaume de Lamoignon, prezident Pařížského parlamentu jej zčásti pronajímal a setkávali se zde významné osobnosti 17. století jako Marie de Sévigné, Nicolas Boileau, Jean Racine, Jean-François Regnard, Guy Patin aj. Rodina Lamoignon bydlela v paláci až do roku 1750, kdy jej Guillaume de Lamoignon de Blancmesnil prodal francouzskému kancléři. V roce 1774 palác koupil a usídlil se v něm architekt Jean-Baptiste Louis Élisabeth Le Boursier. V roce 1867 se sem nastěhoval spisovatel Alphonse Daudet, kterého pravidelně navštěvovaly osobnosti literárního života jako Ivan Sergejevič Turgeněv, Gustave Flaubert nebo Edmond de Goncourt.
V 19. století v paláci sídlil výrobce destilačních přístrojů.
V roce 1928 palác koupilo město Paříž a v letech 1940–1968 byl restaurován. Od roku 1969 zde sídlí Historická knihovna města Paříže.

## Architektura

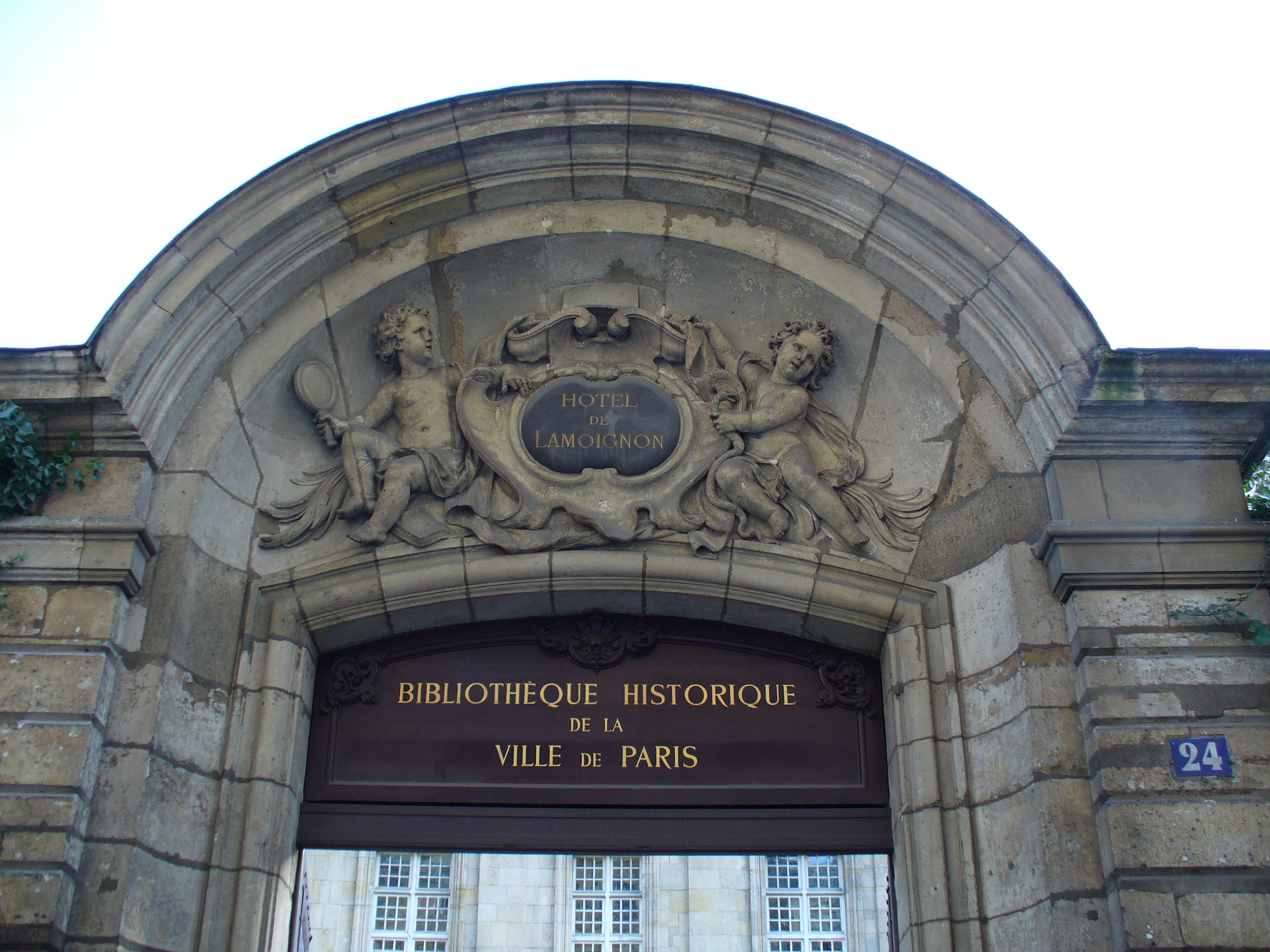
Tympanon portálu

Autorem stavby je buď architekt Baptiste Androuet du Cerceau nebo Thomas Méthezeau. Diana Francouzská, jejíž jméno odkazuje na antickou bohyni lovu, inspirovala výzdobu frontonu a malovaných stropů, kde se nacházejí srpky Měsíce, hlavy psů a jelenů a zbraně. Karel d'Angoulême nechal postavit podél ulice Rue des Francs-Bourgeois severní křídlo doplněné nárožní věží. Západní široký portál nechal postavit Lamoignon. V tympanonu jsou dvě nahé děti, jedno drží zrcadlo a druhé hada symbolizující Pravdu a Moudrost, což odkazuje na rodinu vysokých úředníků 17. a 18. století. Na druhé straně tympanonu je vytesáno písmeno L.
Fasáda vedoucí na dvůr, střechy hlavní budovy, schodiště po pravé a levé straně hlavní budovy, budova přiléhající ke dvoru od ulice Rue des Franc-Bourgeois, portál vedoucí na ulici Rue Pavée a salón ve druhém patře vyzdobený dřevěným obložením a pilastry v korintském stylu byly 18. února 1937 zapsány na seznam historických památek. Nicméně 28. dubna téhož roku se ochrana rozšířila na zbytek stavby.